# Hypena viridifascia
Hypena viridifascia là một loài bướm đêm trong họ Erebidae.